# Tabanus quinquecinctus
Tabanus quinquecinctus är en tvåvingeart som beskrevs av Ricardo 1914. Tabanus quinquecinctus ingår i släktet Tabanus och familjen bromsar.
Artens utbredningsområde är Taiwan. Inga underarter finns listade i Catalogue of Life.